# Йов Ущельський
Пребодобний Йов Ущельський — російський православний святий та чудотворець, преподобномученик, монах Соловецького монастиря, засновник обителі в Ущельї, Архангельської губернії, на ріці Мезені. Перші ченці які зібралися до нього жили в будинках своїх родичів-мирян, настільки бідна була обитель. Після дарування царем Михаїлом Феодоровичем (1613-1645 рр.) землі з рибними ловлями преподобний влаштував церкву і братські келії.
5 серпня 1628 р., коли братія була на сінокосі, на монастир напали розбійники, котрі приступили до преподобного з вимогою відкрити монастирські скарби. Після страшних знущань вони відсікли преподобному Йову голову. Честні мощі його прославилися чудотворіннями.
- Пам'ять — 18 серпня